# Krzysztof Nykiel (piłkarz)
Krzysztof Nykiel (ur. 8 sierpnia 1982 w Łodzi) – polski piłkarz grający na pozycji obrońcy, piłkarz plażowy. 

## Kariera zawodnicza

### piłka nożna
Wychowanek ŁKS Łódź, następnie zawodnik Piotrcovii Piotrków Trybunalski, z którą w sezonie 2001/2002 wywalczył awans do II ligi. Latem 2002 roku został zawodnikiem Korony Kielce, w której barwach zdobył jednego gola w meczu z Lewartem Lubartów, zapewniając swojemu zespołowi zwycięstwo 1:0. W latach 2003–2004 występował w Unii Janikowo, zaś w rundzie wiosennej sezonu 2004/2005 był piłkarzem Drwęcy Nowe Miasto Lubawskie. W 2005 roku przeszedł do Polonii Warszawa, w której 6 sierpnia zadebiutował w I lidze w zremisowanym 1:1 meczu z Zagłębiem Lubin. W barwach stołecznego zespołu rozegrał łącznie sześć spotkań, następnie został graczem Radomiaka Radom, w którym występował przez kolejny rok.
Pod koniec listopada 2006 roku podpisał kontrakt z Ruchem Chorzów. W nowym zespole zadebiutował 25 marca 2007 w przegranym 0:1 meczu z Odrą Opole. Szybko stał się podstawowym zawodnikiem chorzowskiego klubu, z którym w sezonie 2006/2007 wywalczył awans do I ligi. Przez następne cztery lata regularnie występował w najwyższej polskiej klasie rozgrywkowej. Ponadto w 2010 roku wraz z Ruchem uczestniczył w eliminacjach do Ligi Europy – w europejskich pucharach po raz pierwszy zagrał 1 lipca w wygranym 2:1 pojedynku z kazachskim Szachtiorem Karaganda; łącznie w tych rozgrywkach wystąpił w sześciu meczach. Będąc graczem Ruchu strzelił również swojego pierwszego gola w Ekstraklasie – 15 sierpnia 2010 zdobył bramkę w spotkaniu z Wisłą Kraków, przyczyniając się do zwycięstwa 2:0.
W czerwcu 2011 roku podpisał kontrakt z Cracovią.

### piłka plażowa
W piłce plażowej Nykiel od 2016 roku reprezentuje I-ligowy BSCC AZS SAN Łódź.